# Tournemire (Cantal)
Tournemire è un comune francese di 127 abitanti situato nel dipartimento del Cantal nella regione dell'Alvernia-Rodano-Alpi.

## Storia

### Simboli
Il comune non ha adottato uno stemma ufficiale. Viene spesso associato  al blasone della famiglia de Tournemire (d'oro, a tre bande di nero; alla bordura di rosso, caricata di undici bisanti d'oro; al quartier franco di armellino) ma questo emblema non è stato riconosciuto dalla giunta municipale.

## Società

### Evoluzione demografica
Abitanti censiti